# Barbara Billingsley
Barbara Billingsley, nome artístico de Barbara Lillian Combes (Los Angeles, 22 de dezembro de 1915 - Santa Mônica, 16 de outubro de 2010), foi uma modelo e atriz de cinema, televisão e teatro norte-americana. Seu primeiro marido foi Glenn Billingsley, por isso adotou o sobrenome do seu cônjuge como seu nome artístico.
Estudou no George Washington High School e no Los Angeles Junior College. Começou a carreira em uma participação na peça teatral da Broadway denominada de “Straw Hat”. Seu primeiro contrato para o cinema foi com a MGM, na década de 1940.

## Morte
Morreu em 16 de outubro de 2010 por polimialgia reumática.

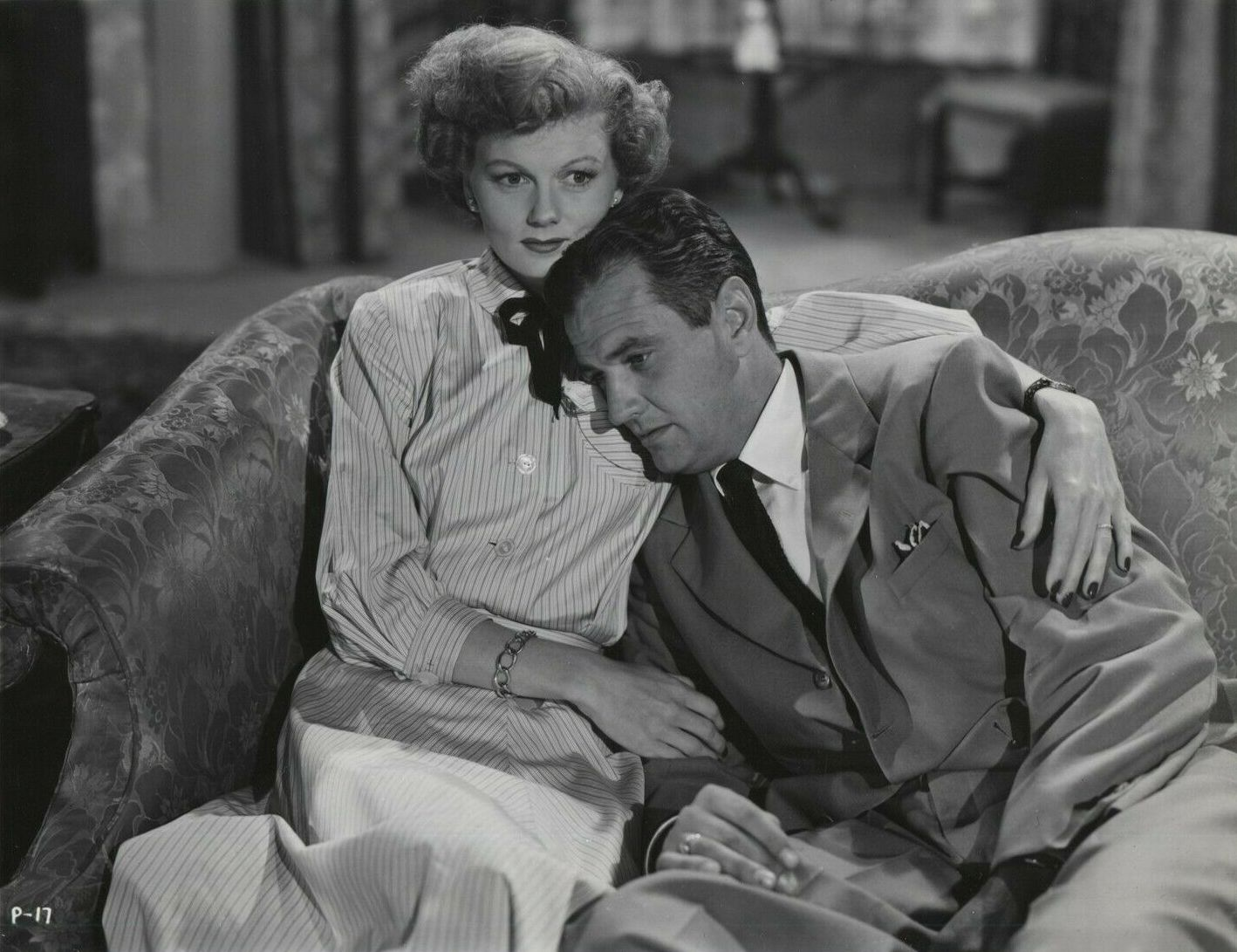
Billingsley e Bruce Edwards interpretam um casal judeu em Preconceito (1949)

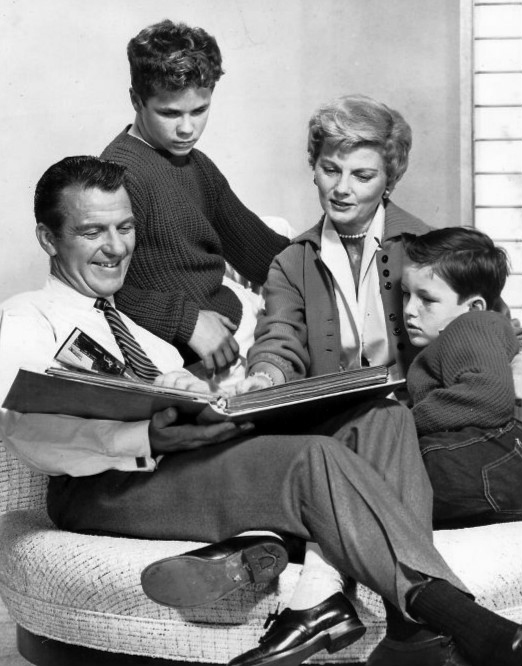
Elenco de Leave It to Beaver

## Filmografia
| Ano  | Título                       | Papel           | Notas                             |
| ---- | ---------------------------- | --------------- | --------------------------------- |
| 1945 | So You Think You're Allergic |                 | Sem créditos                      |
| 1945 | Adventure                    |                 | Sem créditos                      |
| 1946 | Up Goes Maisie               |                 | Sem créditos                      |
| 1946 | Two Sisters from Boston      |                 | Sem créditos                      |
| 1946 | Faithful in My Fashion       | Mary            | Sem créditos                      |
| 1946 | Three Wise Fools             | Mary Leonard    | Sem créditos                      |
| 1946 | Undercurrent                 |                 | Sem créditos                      |
| 1946 | The Secret Heart             |                 | Sem créditos                      |
| 1947 | The Arnelo Affair            | Weil            | Sem créditos                      |
| 1947 | The Sea of Grass             |                 | Sem créditos                      |
| 1947 | Living in a Big Way          |                 | Sem créditos                      |
| 1947 | The Romance of Rosy Ridge    | Wife            | Sem créditos                      |
| 1947 | The Unfinished Dance         | Morgan          | Sem créditos                      |
| 1948 | The Argyle Secrets           | Elizabeth Court |                                   |
| 1948 | Souvenirs of Death           |                 | Sem créditos                      |
| 1948 | The Saxon Charm              | Maddox          | Sem créditos                      |
| 1948 | The Valiant Hombre           | Linda Mason     |                                   |
| 1948 | Act of Violence              |                 | Sem créditos                      |
| 1949 | The Sun Comes Up             |                 | Sem créditos                      |
| 1949 | Caught                       |                 | Sem créditos                      |
| 1949 | I Cheated the Law            | Ruth Campbell   |                                   |
| 1949 | Any Number Can Play          | Gambler         | Sem créditos                      |
| 1949 | Air Hostess                  | Madeline Moore  |                                   |
| 1949 | Prejudice                    | Doris Green     |                                   |
| 1949 | A Kiss for Corliss           | Miss Hibbs      | Sem créditos                      |
| 1950 | Shadow on the Wall           | Olga            |                                   |
| 1950 | Trial Without Jury           | Rheta Mulford   |                                   |
| 1950 | Pretty Baby                  | Edna            |                                   |
| 1950 | Dial 1119                    | Dorothy         | Sem créditos                      |
| 1951 | Three Guys Named Mike        | Ann White       |                                   |
| 1951 | Inside Straight              | Meadson         |                                   |
| 1951 | Oh! Susanna                  | Lark            | Sem créditos                      |
| 1951 | The Tall Target              |                 | Sem créditos                      |
| 1951 | Angels in the Outfield       |                 | Sem créditos                      |
| 1951 | Two-Dollar Bettor            | Pierson         | Creditada como Barbara Billinsley |
| 1952 | Invitation                   | Miss Alvy       | Sem créditos                      |
| 1952 | Young Man with Ideas         | Aggie           | Sem créditos                      |
| 1952 | Woman in the Dark            | Evelyn Courtney |                                   |
| 1952 | The Bad and the Beautiful    | Evelyn Lucien   | Sem créditos                      |
| 1953 | The Lady Wants Mink          | Phyllis         | Sem créditos                      |
| 1953 | Invaders from Mars           |                 | Sem créditos                      |
| 1954 | Day of Triumph               | Claudia         | Sem créditos                      |
| 1957 | The Careless Years           | Helen Meredith  |                                   |
| 1980 | Airplane!                    | Jive Lady       |                                   |
| 1987 | Back to the Beach            |                 |                                   |
| 1988 | Going to the Chapel          |                 |                                   |
| 1997 | Leave It to Beaver           | Martha          |                                   |